# Sec jezik
Sec jezik (sechura), izolirana porodica i istoimeni jezik kojim su govori Sechúra Indijanci iz Ekvadora i Perua. Lyle Campbell (1997) ga povezuje s catacaoan i leco jezicima u širu porodicu macro-lekoan a slijedi ga i Terrence Kaufman (2007).
Joseph H. Greenberg (1987) ga klasificira sjevernoandskoj skupini jezika